# فكري أليكان
فكري أليكان (بالتركية: Fikri Alican)‏ (2 أبريل 1929 - 19 أغسطس 2015) تركي الأصل، عالم في مجالات مختلفة من العلوم الطبية من زراعة الأعضاء إلى علم وظائف الأعضاء.

## النشأة
ولد أليكان في أدابازاري، وهي مدينة تقع في شمال غرب تركيا، على بعد 150 كم شرق اسطنبول. غادر مسقط رأسه بعد المدرسة المتوسطة، وحضر المدرسة الثانوية في اسطنبول ، تخرج من كلية روبرت عام 1949 ومن جامعة اسطنبول حصل على الدكتوراة (1955). كان تكليفه في عيادة المركز الطبي بجامعة اسطنبول للعلاج والجراحة الاستكشافية، والمعروفة أيضا باسم جراحة العيادة رقم 4، برئاسة شيناسي هاككي إريل. هناك، التقى زوجته المستقبلية، هاليد احلامور، والتي بعد ذلك أصبحت هاليد اليكان، ممرضة جراحية تعمل في نفس العيادة.
بعد إكمال إقامته في الجراحة العامة في جامعة اسطنبول، أخذ اهتمامه المتزايد في مجال زرع الأعضاء ، حيث انضم إلى فريق جامعة ميسيسيبي الرائدة في العالم في مجال الزرع، هذه الجامعة الذي حدث بها أول عملية زرع رئة (11 يونيو 1963) و أول عملية زرع قلب (23 يناير 1964)، بقيادة جيمس هاردي. بعد أسابيع قليلة من وصوله إلى هناك في صيف عام 1960، تقدم إلى إهلامور، وتزوجا في جاكسون في نوفمبر 1960، لمدة دامت خمس وخمسون سنة (1960-2015) حتى وفاته في سن السادسة والثمانين. كما حصل على درجة الماجستير (ماجستير، 1962) في علم وظائف الأعضاء في جامعة ميسيسيبي، ودرس مع آرثر جويتون، بينما كان يعمل كزميل باحثفي قسم هاردي للجراحة.
اشتهر أليكان بعمله في زرع الأعضاء، بالإضافة إلى أعماله في علم وظائف الأعضاء ، وعمل أليكان في وقت لاحق كجراح عام. تم تقسيم حياته المهنية بين البحوث الطبية في الولايات المتحدة والممارسة الخاصة في تركيا.

## المساهمات الرئيسية
جاءت مساهمات أليكان الرئيسية في الستينيات (1960-1971) عندما عمل في مركز جامعة ميسيسيبي الطبي (UMMC) في مجال الأبحاث المخبرية والدراسات السريرية في زرع الأعضاء. تركزت أبحاثه بشكل كبير على الرئتين  وعلى الكبد، على الرغم من أنه معروف بعمله في زرع الأمعاء. أجرى أول عملية زرع رئوي في الكلاب، مما يمهد الطريق لإجراء مثل هذه العمليات في البشر.
وقد استكمل دوره في تطوير التقنيات الجراحية من خلال عمله في علم وظائف الأعضاء، بما في ذلك علم الأحياء بشكل عام  وكذلك تخصص في علم وظائف الأعضاء وخاصة بما يتعلق بالصدمة ( Shock ).
انتقل إلى اسطنبول عام 1971، شغل منصب أستاذ الجراحة في جامعة اسطنبول حتى عام 1979، وتحول إلى ممارسة خاصة على أساس التغييرات القانونية والتنظيمية مما يمنع الأطباء الأكاديميين من العمل خارج الجامعة. في وقت مغادرته من جامعة ميسيسيبي، كان جراحا في المستشفى الجامعي وكذلك المدير المساعد لبرنامج الزرع هناك. بعد عشرين عاما، أصبح عضوا مؤسسا («زميل») في جمعية جيمس هاردي، التي أُنشئت في عام 1991.
وقد نُشرت مقالته على نطاق واسع باللغتين الإنجليزية والتركية. ولكن معظمها كان باللغة الإنجليزية، وكانت المقالات في مجال زرع الأعضاء وعلم وظائف الأعضاء. أما عن دراساته، فكانت كلها باللغة التركية، وكانت أكثر تنوعا، بدءا من الجراحة العامة لزرع الأعضاء لأبحاث السرطان والدراسة المتعمقة لأمراض أخرى مختلفة. ويعكس التحول في حياته المهنية في البحوث الطبية في الولايات المتحدة إلى الجراحة العامة في تركيا.
وتصف سيرته الذاتية (2000/2007) أن التحول يأتي بعائق طبيعي أمام البحث: وهي الندرة النسبية للموارد المؤسسية في تركيا في ذلك الوقت. وهذه الندرة لم تعيق التقدم في الدراسات المخبرية والسريرية فحسب، بل أعاقت أيضا المبادرات العلمية بسبب عدم كفاية المكتبات الأكاديمية. وعلى وجه التحديد، حافظ أليكان على اشتراكات شخصية في اثنتين وعشرين من المجلات الطبية لأكثر من ثلاثين عاما.

## منشورات مختارة

### كتب
| التاريخ   | منشورات |
| --------- | --- |
| 1960      | أليكان، فكري (1960). التخدير: [التخدير قبل الجراحة - وقت الجراحة، بعد العملية الجراحية ]. اسطنبول: مستشفى التوأم العسكري للأمراض الصدرية. |
| 1968      | أليكان، فكري (1968). التحضير للجراحة والتخدير، العناية بعد العملية الجراحية. اسطنبول: مستشفى كاسيمباسا البحرية.                           |
| 1968      | أليكان، فكري (1968). زرع الأحياء: A نموا سريعا في العلم الجديد. اسطنبول: كلية جامعة اسطنبول - الطب.                                       |
| 1981      | أليكان، فكري (1981). سرطان الثدي. اسطنبول: النشر الطبي الأوروبي.                                                                          |
| 1993      | أليكان، فكري (1993). سرطان. اسطنبول: النشر الطبي الأوروبي. طبعة محدثة، 1997.                                                              |
| 1993      | أليكان، فكري (1993). [أمراض الثدي]. اسطنبول: النشر الطبي الأوروبي.                                                                        |
| 1993      | أليكان، فكري (1993). عملية زرع. اسطنبول: النشر الطبي الأوروبي.                                                                            |
| 1994–1995 | أليكان، فكري (1994–1995). محاضرات في الجراحة. اسطنبول: المكتبة الطبية العالمية. ج. ثلاثة مجلدات.                                          |
| 1996      | أليكان، فكري (1996). سرطان الثدي: تغيير المفاهيم والعلاج الحالي. اسطنبول: النشر الطبي الأوروبي.                                           |
| 2000      | أليكان، فكري (2000). ظل جراند أوك. اسطنبول: دوغان. ISBN:978-9-7567-7047-4.ISBN 978-9-7542-0574-9                                          |
| 2007      | أليكان، فكري (2007). الجراحة العامة. اسطنبول: متاجر نوبل. ج. مجلدين.                                                                      |

### مقالات
| التاريخ | منشورات |
| ------- | --- |
| 1961    | أليكان، فكري؛ هاردي، دكتور جيمس (ديسمبر 1961). "آليات الصدمة ، تنعكس في دراسات الليمفاوية من البطن". جراحة وأمراض النساء. ج. 113: 743–756. ISSN:0039-6087. PMID:13860423. |
| 1961    | أليكان، فكري؛ هاردي، دكتور جيمس (1961). "مستويات البيليروبين المباشرة و غير المباشرة ، والفوسفاتيز القلوية في الليمفاوية، والدم، والبول بعد ربط القناة الصفراوية المشتركة". المنتدى الجراحي. ج. 12: 337–339. ISSN:0071-8041. PMID:13860424.                                                     |
| 1961    | هاردي، دكتور جيمس؛ أليكان، فكري (يوليو 1961). "الغرغرينا الدماغية بدون انسداد الأوعية الدموية". الجراحة. ج. 50 ع. 1: 107–114. ISSN:0039-6060. PMID:13711520. |
| 1962    | أليكان، فكري (مارس 1962). "طريقة حساسة لتسجيل تدفق الليمفاوية". مجلة البحوث الجراحية. ج. 2 ع. 2: 104–109. DOI:10.1016/S0022-4804(62)80004-3. ISSN:0022-4804. PMID:13860425. |
| 1962    | أليكان، فكري (أغسطس 1962). "الفيزيولوجيا المرضية من صدمة الذيفان الداخلي : الملاحظات السريرية والدراسات التجريبية". المجلة الأمريكية للعلوم الطبية. ج. 244 ع. 2: 237–257. DOI:10.1097/00000441-196208000-00014. ISSN:0002-9629. PMID:13860426.                                                  |
| 1962    | أليكان، فكري؛ هاردي، دكتور جيمس (أغسطس 1962). "نقل اللمفاوية من أصباغ الصفراء والفوسفاتاز القلوية في تجربة إعاقة القناة المشتركة". الجراحة. ج. 52 ع. 2: 366–372. ISSN:0039-6060. PMID:13860422.                                                                                                 |
| 1962    | أليكان، فكري؛ هاردي، دكتور جيمس (1962). "الغدة الكظرية في صدمة الذيفان الداخلي". المنتدى الجراحي. ج. 13: 8–10. ISSN:0071-8041. PMID:14012021. |
| 1962    | أليكان، فكري؛ دالتون، مارتن؛ هاردي، دكتور جيمس (يونيو 1962). "صدمة الذيفان الداخلي : تغييرات الدورة الدموية مع التركيز على وظيفة القلب". المجلة الأمريكية للجراحة. ج. 103 ع. 6: 702–708. DOI:10.1016/0002-9610(62)90249-0. ISSN:0002-9610. PMID:13860421.                                       |
| 1963    | أليكان، فكري؛ هاردي، دكتور جيمس (9 مارس 1963). "إعادة زرع الرئة : التأثير على النمط التنفسي الوظيفي". JAMA. ج. 183 ع. 10: 849–853. DOI:10.1001/jama.1963.63700100001013. ISSN:0098-7484. PMID:14012020.                                                                                         |
| 1963    | هاردي، دكتور جيمس؛ ايراسلان، سادان؛ دالتون، مارتن؛ أليكان، فكري؛ تيرنر، دون مانسون (مايو 1963). "إعادة زرع الرئة: الدراسات المختبرية والسريرية المحتملة". حوليات الجراحة. ج. 157: 707–718. DOI:10.1097/00000658-196305000-00005. ISSN:0003-4932. PMC:1466537. PMID:13960767.                    |
| 1966    | هاردي، دكتور جيمس؛ أليكان، فكري (1966). "زراعة الرئة". الجراحة. ج. 2: 235–264. ISSN:0065-3411. PMID:5333296. |
| 1967    | أليكان، فكري (1967). "زراعة الكبد التجريبية : التجربة على 150 كلب". مساهمة اسطنبول الجديدة للعلوم السريرية. ج. 9 ع. 3: 71–98. ISSN:0028-5447. PMID:16300153. |
| 1967    | أليكان، فكري (أبريل 1967). "إعادة زرع الكبد في الكلاب بعد استئصال الكبد". مجلة الجمعية الطبية التركية. ج. 33 ع. 4: 209–226. ISSN:0494-2736. PMID:4863470. |
| 1967    | أليكان، فكري (مايو 1967). "زراعة الكبد التجريبية". مجلة الجمعية الطبية التركية. ج. 33 ع. 5: 296–311. ISSN:0494-2736. |
| 1967    | أليكان، فكري؛ هاردي، دكتور جيمس (يونيو 1967). "زراعة الرئة التجريبية : المشاكل التقنية والفسيولوجية والمناعية". مجلة الجمعية الطبية التركية. ج. 33 ع. 6: 319–329. ISSN:0494-2736. PMID:4865363.                                                                                                 |
| 1967    | أليكان، فكري؛ هاردي، دكتور جيمس (أغسطس 1967). "إعادة زرع الكبد في الكلاب". مجلة البحوث الجراحية. ج. 7 ع. 8: 368–375. DOI:10.1016/0022-4804(67)90080-7. ISSN:0022-4804. |
| 1969    | أليكان، فكري؛ هاردي، دكتور جيمس (1969). "الناجون من إعادة زرع الكبد في الكلاب". المنتدى الجراحي. ج. 20: 365–367. ISSN:0071-8041. PMID:4910609. |
| 1970    | أليكان، فكري (ديسمبر 1970). "الوضع الحالي لزراعة الرئة". مجلة الجمعية الطبية تينيسي [في وقت لاحق: تينيسي الطب]. ج. 63 ع. 12: 1011–1021. ISSN:0040-3318. PMID:5532334. |
| 1970    | أليكان، فكري (سبتمبر 1970). "المركز الطبي بجامعة ميسيسيبي". المجلة الطبية الجنوبية. ج. 63 ع. 9: 1021–1029. DOI:10.1097/00007611-197009000-00009. ISSN:0038-4348. PMID:5460095. |
| 1970    | أليكان، فكري؛ كيرلي، مقدر؛ كيث، فرجينيا (نوفمبر 1970). "الإجراءات التجريبية على الكبد". أرشيف الجراحة [في وقت لاحق: جراحة JAMA]. ج. 101 ع. 5: 590–595. DOI:10.1001/archsurg.1970.01340290046010. ISSN:0004-0010. PMID:4920972.                                                                  |
| 1970    | هاردي، دكتور جيمس؛ أليكان، فكري؛ موينيهان، باتريشيا؛ تيميز، هيلاري؛ تشافيز، كارلوس؛ ديفيس، J. T.، الابن؛ أنس، بندلى (سبتمبر 1970). "زرع الرئة - حالة سريرية". مجلة أمراض الصدر والقلب والأوعية الدموية. ج. 60 ع. 3: 411–426. ISSN:0022-5223. PMID:4916119.                                      |
| 1970    | ساسمز، أورهان؛ بيتريدس، موحى؛ أليكان، فكري (يناير 1970). "ورم دموي في عضلة المستقيمة البطنية". أرشيف الجراحة [في وقت لاحق: جراحة JAMA]. ج. 100 ع. 1: 8–10. DOI:10.1001/archsurg.1970.01340190010004. ISSN:0004-0010. PMID:5409682.                                                              |
| 1970    | تيرنر، دون مانسون؛ أليكان، فكري (يناير–فبراير 1970). "التخزين الناجح للكبد - مدة 20 ساعة". البيولوجيا البردية. ج. 6 ع. 4: 293–301. DOI:10.1016/s0011-2240(70)80083-9. ISSN:0011-2240. PMID:4911453.                                                                                             |
| 1971    | أليكان، فكري؛ هاردي، دكتور جيمس؛ كيرلي، مقدر؛ فارنر، جوزيف؛ موينيهان، باتريشيا؛ تيرنر، دون مانسون؛ أنس، بندلى (فبراير 1971). "زرع المعوية : تجربة مختبر وتقرير عن حالة سريرية". المجلة الأمريكية للجراحة. ج. 121 ع. 2: 150–159. DOI:10.1016/0002-9610(71)90092-4. ISSN:0002-9610. PMID:5540665. |
| 1971    | أليكان، فكري؛ كيرلي، مقدر؛ إيسن، إيرول؛ هاردي، دكتور جيمس (22 فبراير 1971). "مرحلة واحدة من إعادة زرع كلا الرئتين في الكلب". JAMA. ج. 215 ع. 8: 1301–1306. DOI:10.1001/jama.1971.03180210047009. ISSN:0098-7484. PMID:4929698.                                                                  |
| 1971    | أليكان، فكري؛ كيرلي، مقدر؛ إيسن، إيرول؛ هاردي، دكتور جيمس (مارس 1971). "إعادة زرع الرئة الثنائية". وقائع زرع. ج. 3 ع. 1: 524–526. ISSN:0041-1345. PMID:4937931. |
| 1971    | أليكان، فكري؛ كيرلي، مقدر؛ إيسن، إيرول؛ هاردي، دكتور جيمس (يونيو 1971). "تقنية جراحية - إعادة لزرع رئة في الكلب". مجلة أمراض الصدر والقلب والأوعية الدموية. ج. 61 ع. 6: 847–856. ISSN:0022-5223. PMID:4932558.                                                                                  |
| 1971    | أليكان، فكري؛ كيرلي، مقدر؛ إيسن، إيرول؛ هاردي، دكتور جيمس (يوليو 1971). "إعادة زرع رئة مع ربط الشريان الرئوي". حوليات الجراحة. ج. 174 ع. 1: 34–43. DOI:10.1097/00000658-197107010-00006. ISSN:0003-4932. PMC:1397426. PMID:4933526.                                                             |
| 1971    | أليكان، فكري؛ كيرلي، مقدر؛ كيث، فرجينيا (مارس 1971). "استئصال الكبد في الكلاب". الجراحة. ج. 69 ع. 3: 427–432. ISSN:0039-6060. PMID:5544895. |
| 1973    | أليكان، فكري؛ إيسن، إيرول؛ كوكريل، جون (فبراير 1973). "مرحلة واحدة زرع الطعم الخيفي من كلا الرئتين في الكلب". حوليات الجراحة. ج. 177 ع. 2: 193–198. DOI:10.1097/00000658-197302000-00012. ISSN:0003-4932. PMC:1355563. PMID:4572784.                                                            |

## صور

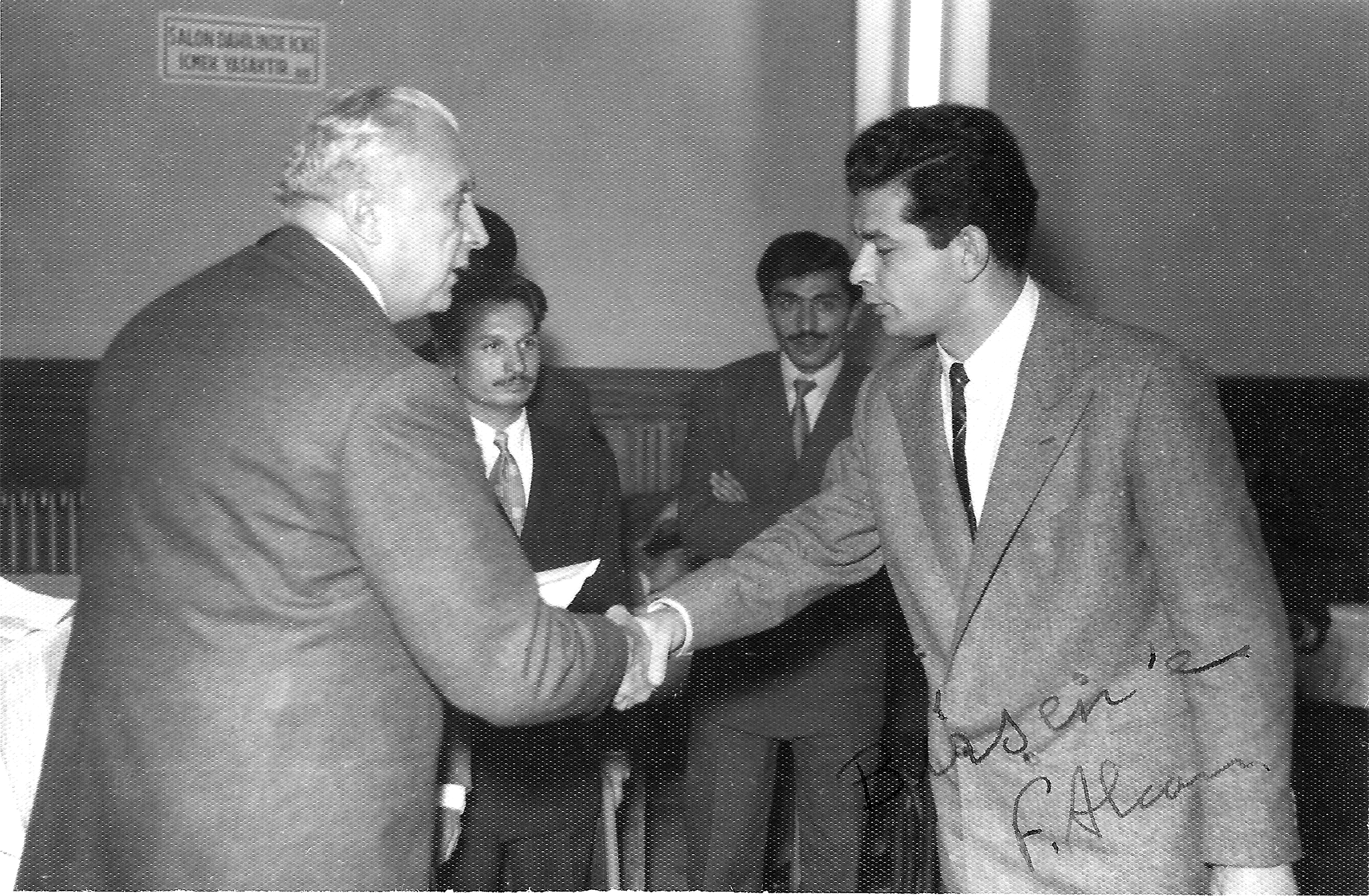
فكري أليكان (26 سنة) مايو 1955 عند التخرج من كلية الطب (جامعة اسطنبول)
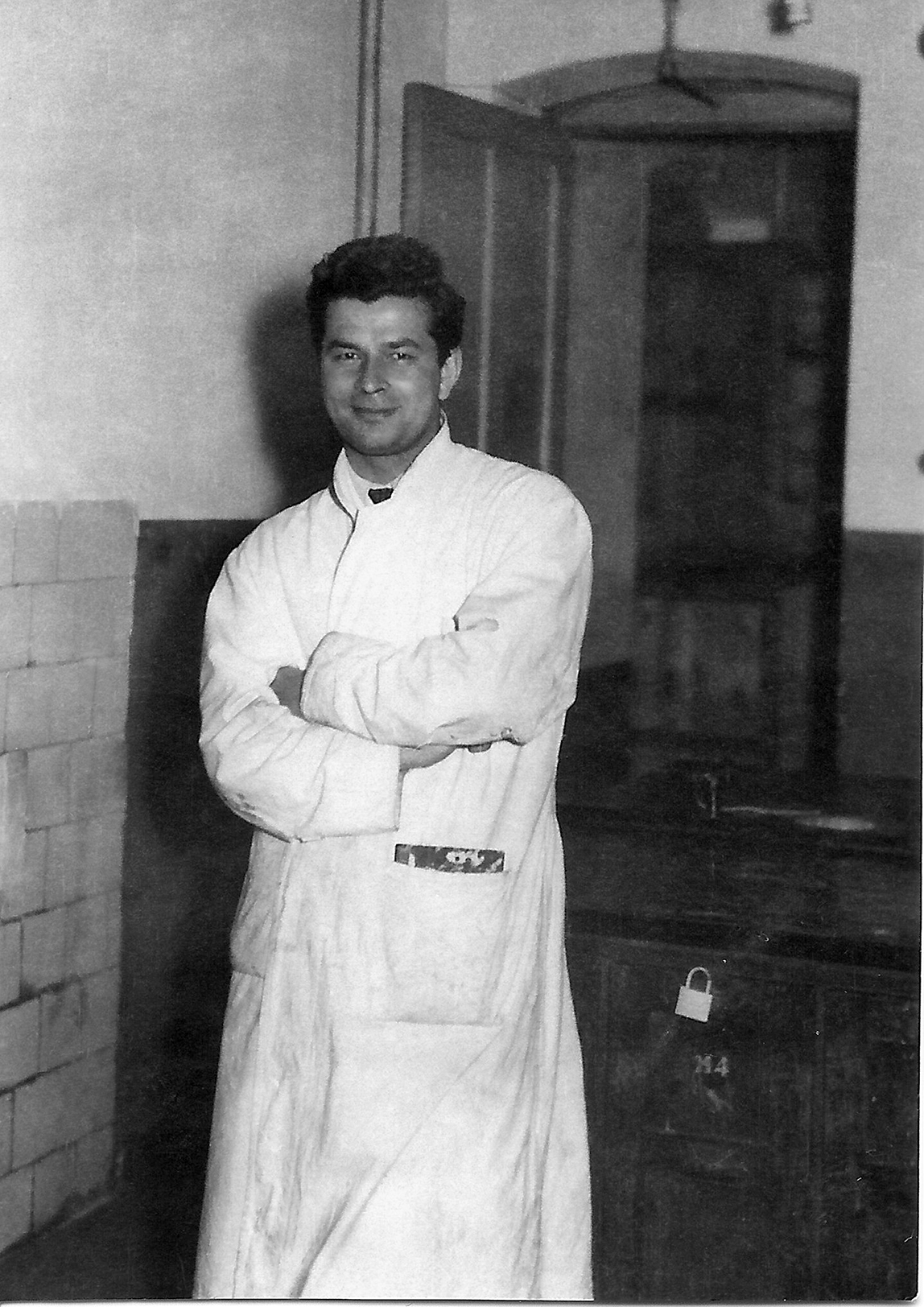
فكري أليكان (26 سنة) مايو 1955 كطبيب شاب تخرج حديثا من كلية الطب (جامعة اسطنبول)
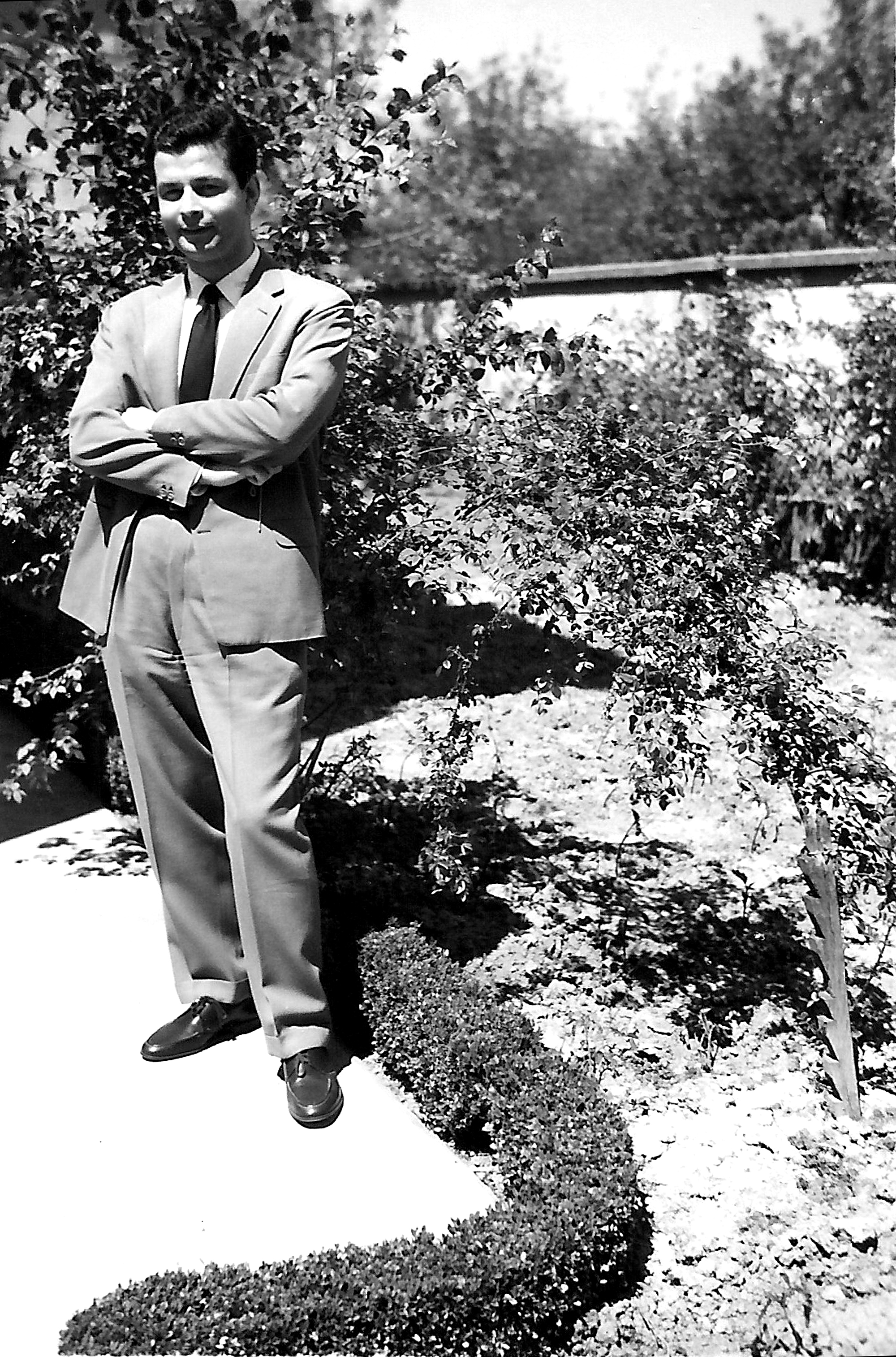
فكري أليكان (سن 31) في صيف عام 1960 بزيارة والديه في منزلهم
فكري أليكان (40 عاما) في يوليو 1969 في مؤتمر حول زرع الأعضاء في مدريد
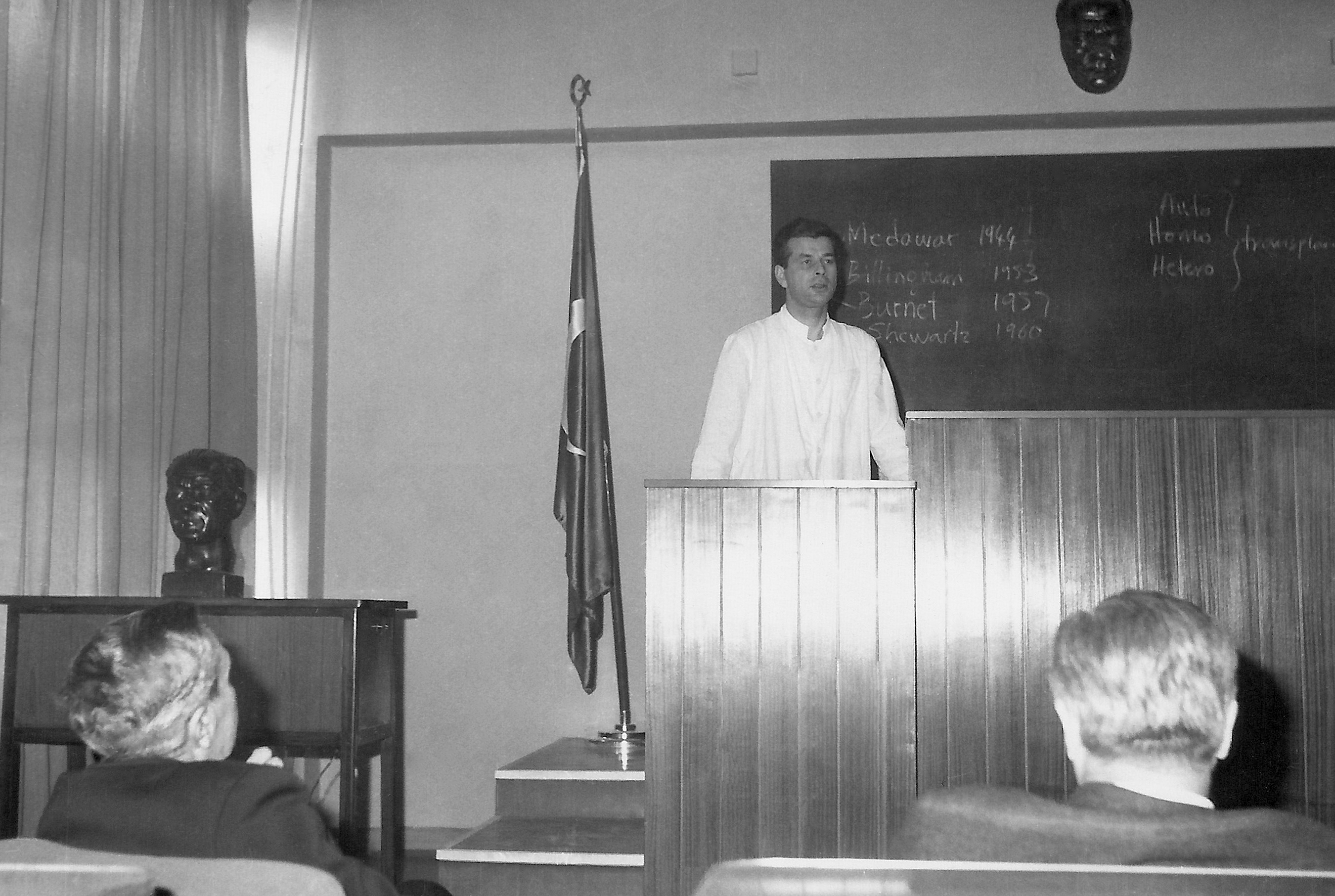
فكري أليكان (40 سنة) في أوائل 1970 - القاء محاضرة في جامعة اسطنبول
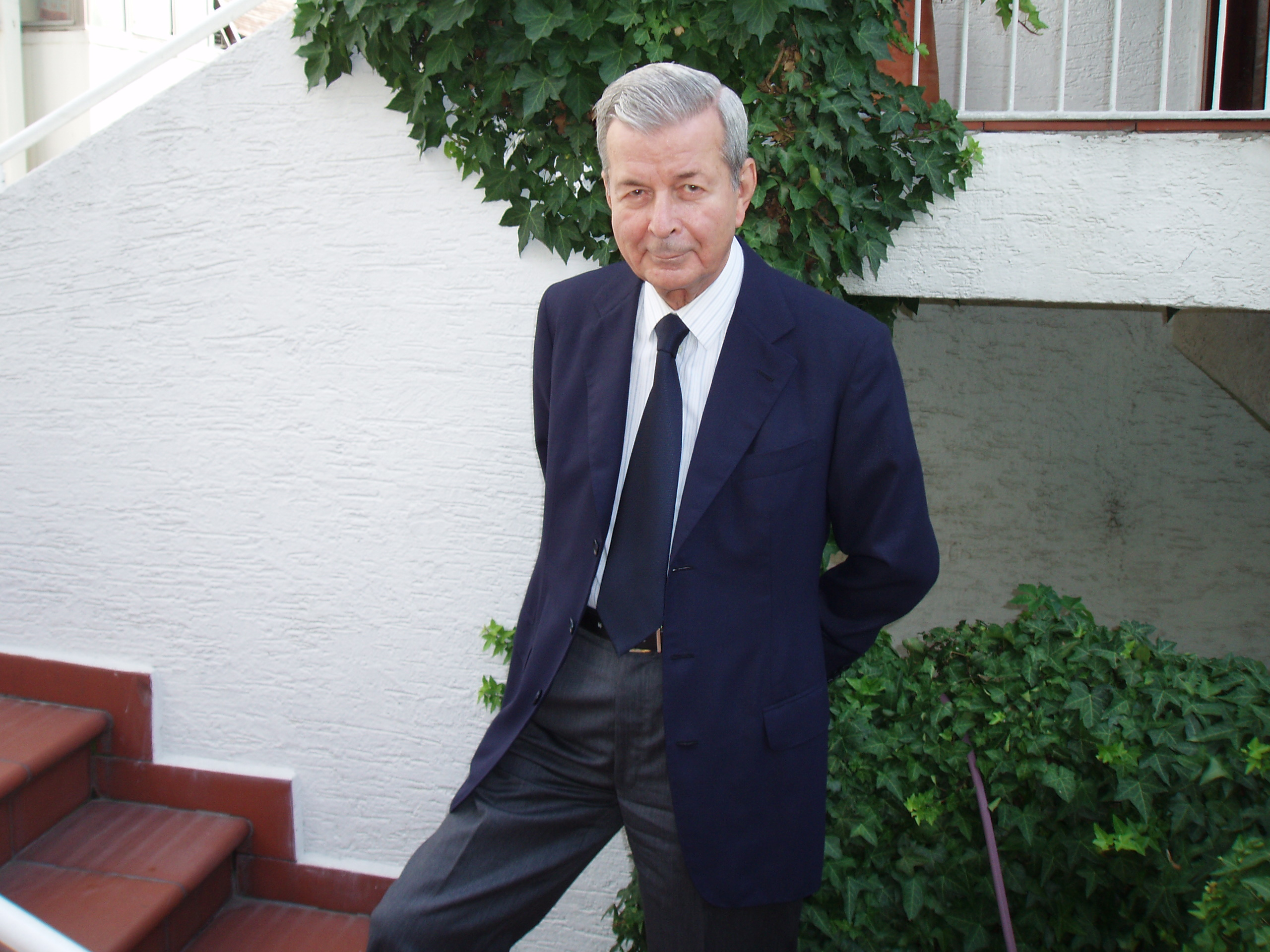
فكري أليكان (سن 76) في أغسطس 2005 في المنزل
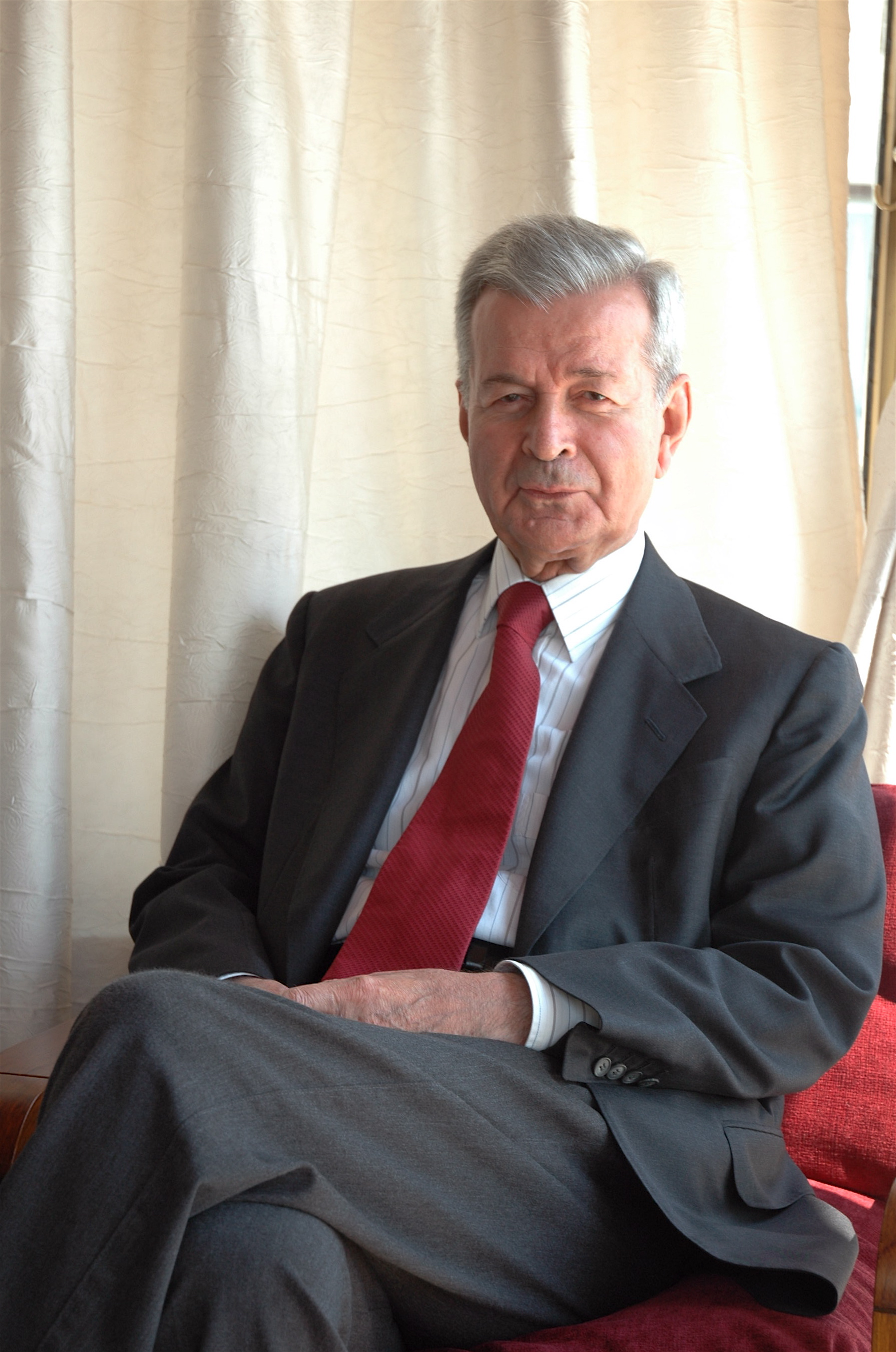
فكري أليكان (سن 77) في أغسطس 2006 في المنزل
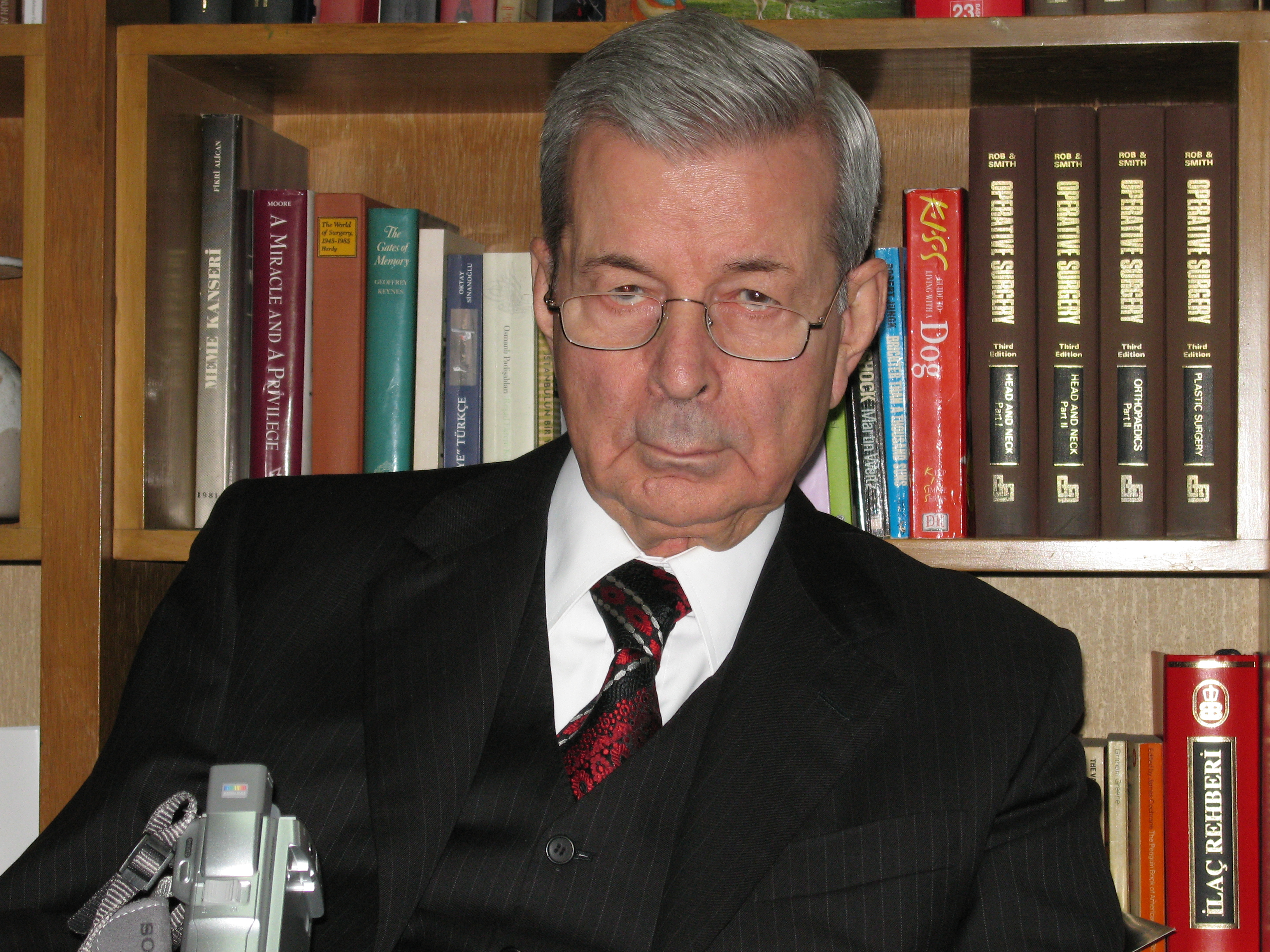
فكري أليكان (سن 77) في ديسمبر 2006 في مكتبه
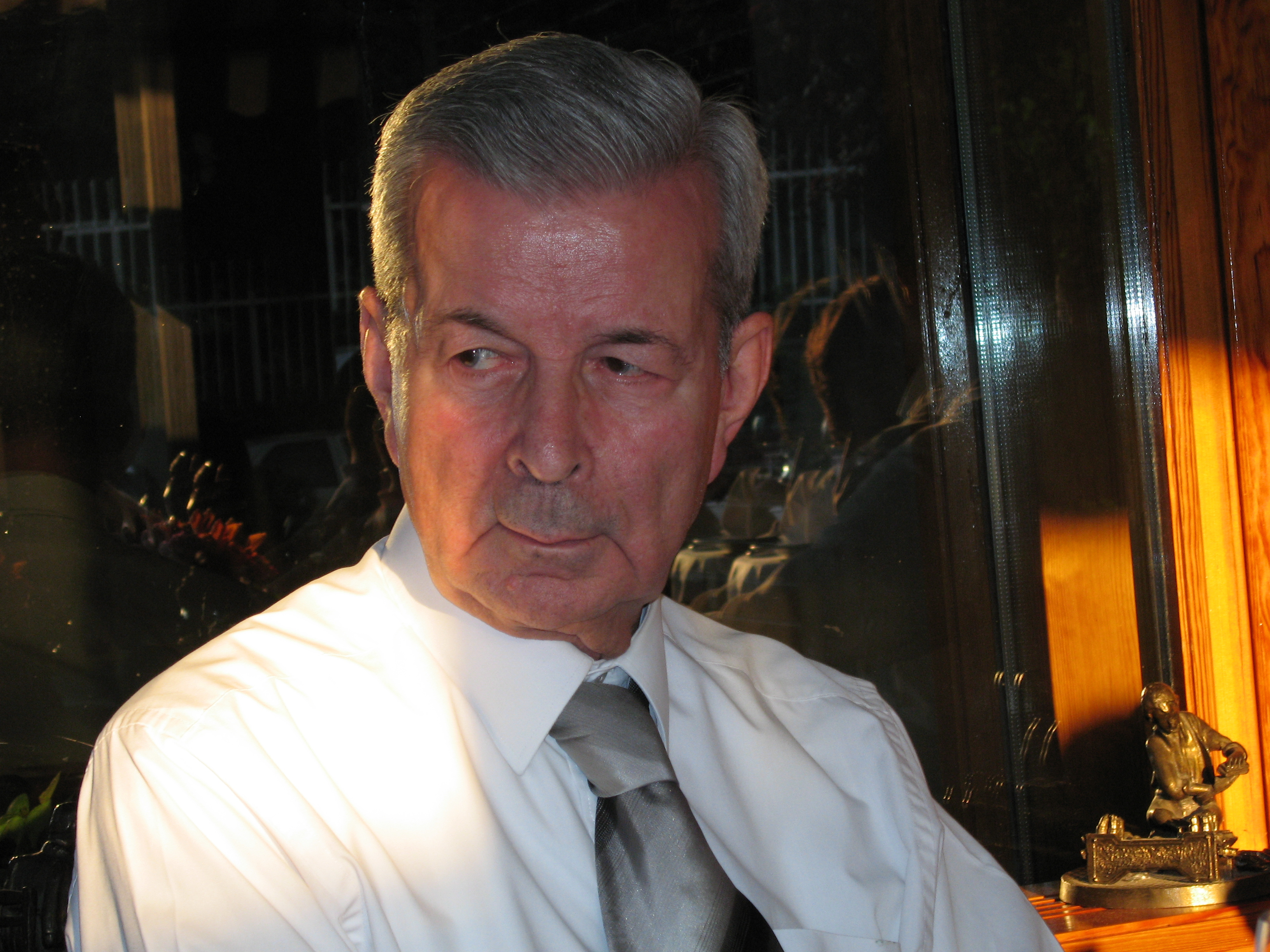
فكري أليكان (سن 78) في يونيو 2007 في المنزل